# بطولة الأمم الخمس 1931
بطولة الأمم الخمس 1931 (بالإنجليزية: 1931 Five Nations Championship)‏ هو الموسم 44 من بطولة الأمم الخمس. كان عدد الأندية المشاركة فيه 5، وفاز فيه منتخب ويلز الوطني لاتحاد الرغبي.